# Farzana Aslam
Farzana Aslam es una física y astrónoma pakistaní. Es profesora de estudios de grado en matemática, física y astronomía en la Universidad de Coventry. Anteriormente fue profesora visitante de física y astronomía en el Instituto del Espacio y Astrofísica Planetaria de la Universidad de Karachi, Pakistán.

## Biografía
Aslam nació en Wah Cantt, una pequeña ciudad famosa por su atmósfera tranquila, y con el mayor índice de alfabetismo. Estudió en la Escuela de Ingeniería de Wah. Solicitó el traslado a la Universidad de Panyab y obtuvo su primer título de Bachelor of Science (B.Sc.) en física. Se trasladó entonces a Islamabad, donde asistió a la Universidad Quaid-i-Azam, en la que obtuvo una maestría en física.
Tras su maestría, recibió un Master of Philosophy (M.Phil.) en física cuántica y de láseres por la misma institución. Aslam viajó entonces al Reino Unido para asistir a la Universidad de Mánchester. En 2005 recibió su doble doctorado en física y astronomía de la Escuela de Física y Astronomía de la Universidad de Mánchester. En 2005, se unió al activo «grupo de física fotónica» de la Escuela de Física y Astronomía, donde se especializó en física de dos fotones y en fotónica de láseres. Recibió su doctorado en física de láseres en 2005.

## Carrera en física
Tras su maestría en física, Aslam se unió a la Universidad de Panyab como profesora, donde enseñó física en cursos de grado y posgrado.
Desde que se unió a la Universidad de Mánchester, se convirtió en una investigadora vital en el campo de compósitos poliméricos sensibilizados con nanopartículas semiconductoras, para conseguir un alto grado de respuesta y una eficiencia de difracción requerida para las aplicaciones en almacenamiento y procesamiento de datos. También ha impartido matemática a nivel de grado para estudiantes universitarios.
Además, ha estado activamente involucrada en el programa de divulgación a través de la beca de enseñanza Ogden para aumentar la participación en el programa de ingeniería y física de la Universidad de Mánchester. El propósito de esta beca es involucrar a los científicos en activo como modelos para los niños en las escuelas públicas británicas para animar a las nuevas generaciones a estudiar ciencia e ingeniería. Debido a su contribución, fue galardonada con un premio en la conferencia Photon 04 organizada por el Institute of Physics en Glasgow del 5 al 9 de septiembre de 2004.

## Visión sobre las mujeres pakistaníes
Aslam cree firmemente que las mujeres pakistaníes tienen un gran intelecto y potencial para participar en cualquier profesión. Pueden contribuir positivamente en el desarrollo de la sociedad y pueden jugar un papel vital para construirla sobre bases más sanas y fuertes. Deben darse cuenta de su pleno potencial en todas las esferas de la vida, especialmente en la personal, social, económica y política, y deben darse cuenta de que pueden hacer esto manteniendo sus valores islámicos.

## Algunas publicaciones

### Artículos de investigación
- Spectroscopic studies of nanoparticle-sensitised photorefractive polymers 17 por Farzana Aslam; David J. Binks; Steve Daniels; Nigel Pickett; Paul O'Brien. Journal of Chemical Physics v. 316, 2005, p. 17
- Photorefractive performance of polymer composite sensitised  by CdSe nanoparticles passivated by 1-hexadecylamine, por David J. Binks, Mark D. Rahn, David P. West, Paul O’Brien y Nigel Pickett. Journal of Modern Optics, v. 52 ( 7), 2005, P 945-953.
- Photorefractive performance of a CdSe/ZnS core/shell  nanoparticle sensitised polymer. Journal of Chemical Physics v. 316, 2005, p. 171-
- Effect of nanoparticle composition on the performance of photorefractive polymers, por F. Aslam, J.Stevenson-Hill, David J. Binks, Steve Daniels, Nigel Pickett y Paul O’ Brien. Chemical Physics v. 333, 2007, p. 42